# Украинский культурологический клуб
Украинский культурологический клуб (УКК; укр. Український культурологічний клуб) — первая независимая общественная организация в Украинской ССР.

## История
Встреча иницитивной группы состоялась 6 августа 1987 года в киевском кафе «Любава» на Оболони под эгидой райкома комсомола. Учредительное собрание УКК состоялись 16 августа 1987 года на даче Аркадия Киреева — первого председателя совета клуба. В 1987—1988 УКК объединил людей демократических взглядов, ведущую роль в нём играли бывшие политзаключенные Евгений Сверстюк, Сергей Набока (председатель совета), Олесь Шевченко, Ольга Гейко-Матусевич, Виталий Шевченко, Леонид Милявский, Инна Чернявская, Лариса Лохвицкая, Владимир Федько и др.

## Деятельность
Украинский культурологический клуб проводил заседание практически каждую неделю. Темы заседаний затрагивали процессы русификации в Украине, сокрытия геноцида украинского народа 1932—1933 годов, замалчивания последствий Чернобыльской катастрофы, защиты исторических памятников, раскрытия «белых пятен» в украинской истории и тому подобное.
Заседание УКК собирали до 400 участников. Власти отказали Клубу в предоставлении помещений, пытались дискредитировать УКК в СМИ.
Так, в газете «Вечерний Киев» 19 октября 1987 года появилась разромная статья «Театр теней», или Кто стоит за кулисами так называемого Украинского культурологического клуба" известного и сегодня журналиста Александра Швеца.
Однако Клуб продолжал активно работать, собираясь отдельными секциями (их было 6) на частных квартирах и проводя свои мероприятия под открытым небом. Для участия в его заседаниях тайно приезжали из Львова, Одессы, Днепропетровска, Чернигова, Донецка. Темы заседаний УКК освещались на страницах восстановленного Вячеславом Черноволом «Украинского вестника». Деятельность УКК получила широкий резонанс за рубежом. Все активисты УКК находились под наблюдением КГБ.
26 апреля 1988 года активисты УКК на площади Октябрьской Революции в г. Киеве попытались провести первый в УССР несанкционированный митинг, посвященный второй годовщине аварии на Чернобыльской АЭС. Попытка проведения митинга была подавлена, участники жестко избиты и арестованы молодыми в гражданском с красными повязками, которые представлялись «общественными активистами».
В 1988 году совет Украинского культурологического клуба принял решение войти в полном составе в Украинский Хельсинкский Союз.